# Павлова, Ирина Васильевна (Герой Социалистического Труда)
Ирина Васильевна Павлова (азерб. İrina Vasilyevna Pavlova; 1908 — ?) — советский азербайджанский виноградарь, Герой Социалистического Труда (1949).

## Биография
Родилась в 1908 году.
Трудилась звеньевой колхоза «1 Мая» Ленкоранского района Азербайджанская ССР. В 1948 году получила урожай винограда 112,7 центнеров с гектара на площади 4,7 гектара.
Указом Президиума Верховного Совета СССР от 21 июля 1949 года за получение высоких урожаев винограда в 1948 году Павловой Ирине Васильевне присвоено звание Героя Социалистического Труда с вручением ордена Ленина и золотой медали «Серп и Молот».